# حسن الجنبي
حسن الجنبي مواليد 25 يوليو 1983، هو لاعب كرة يد سعودي يلعب كمحور. يلعب قائد (ألعاب رياضية) حاليا مع نادي مضر لكرة اليد. مثل منتخب السعودية لكرة اليد.

## سجل المنافسة
شارك في البطولات التالية:
- بطولة العالم لكرة اليد للرجال 2015
- بطولة العالم لكرة اليد للرجال 2017
- بطولة العالم لكرة اليد للرجال 2019
- بطولة العالم لكرة اليد للرجال 2023
- بطولة العالم للأندية لكرة اليد للرجال 2012
- بطولة العالم للأندية لكرة اليد للرجال 2019
- بطولة العالم للأندية لكرة اليد للرجال 2022

## الفرق التي مثلها
نادي مضر السعودي (النادي الأم)
و نادي الوحدة السعودي
و نادي الخليج السعودي

## البطولات الجماعية
18 بطولة جماعية و هي:
بطولة دوري الأمير فيصل بن فهد الممتاز لكرة اليد بـ4 مرات
بطولة النخبة السعودية لكرة اليد بـ6 مرات
بطولة كأس الأمير سلطان بن فهد لكرة اليد السعودية بـ5 مرات
بطل بطولة آسيا للأندية لكرة اليد 2011 مرة واحدة
بطولة دوري الدرجة الأولى السعودي لكرة اليد مرة واحدة
بطولة كأس السوبر السعودي لكرة اليد مرة واحدة